# Wish I Could Fly
A Wish I Could Fly egy pop-dal a svéd Roxette 6. stúdióalbumának a Have a Nice Day első kimásolt kislemezeként. A dalt Per Gessle írta, aki dobgéppel kísérletezett a dalban, megállapítva, hogy illik-e az általa elképzelt zenei alap mellé. A dal nagy sláger volt, az európai Hot 100-as listán a 20. helyezést érte el, és 1999 legtöbbet játszott dala is volt. Ez volt az utolsó Top 40-es slágerük az Egyesült Királyságban.

## A dal összetétele
A "Wish I Could Fly" egy popballada, mely elektronikus elemeket tartalmaz. Marie Fredriksson a dalt különlegesnek nevezte, és az egyik kedvenc Roxette dala volt. A dal spanyol nyelvű változata a "Quisiera volar" bónusz dalként szerepel a Have a Nice Day Deluxe kiadásán.
Az Ultimate Guitar című szaklap szerint a dal egy közepesen lassú dal, mely 80 BPM / perc ritmusú. A dal mögött egy komplett zenekar áll, mely alapvetően az alábbi bevezetésből áll A♯ -F- Gm -A♯-C. Mindegyik verse négy GM - A - C ismétlésekből áll, melyeket a F – Dm – Gm – C – F – D♯ – A♯ – C és a három szakaszból álló G – C – G – D követ. Végül a két rövid szakaszból álló Dm - F - G és az outro következik mely a Cm – D♯ – F alapul.

## Videoklip
A dal videóját  Jonas Åkerlund rendezte, mely különböző emberek életéről szólnak, kiemelve Marie-t, aki egyedül tartózkodik a lakásában, és vágyakozik rég nem látott szerelmére. A felvételeket egy folyamatosan mozgó reflektor fényben vették fel, amely néha kialszik, néha szerelmeseket, prostituáltakat mutat meg egy pillanatra, illetve utcákat, buszokat, metróállomásokat, és különféle tárgyakat világít meg. Az egyik képkockán Per-t látjuk 1 éves fiával.

## Sikerek
A dal nagy sláger volt, és 1999-ben a legtöbb európai rádióban gyakorta játszották. A dal 1. helyezés volt Magyarországon, valamint 4. Svédországban, ahol a 25.000 feletti eladott példányszámnak köszönhetően arany helyezést ért el. Olaszországban 15.000 db kislemez talált gazdára, mely szintén arany helyezést ért el. A dal Top10-es sláger volt. Izlandon, és Olaszországban, és Finnországban. Top 20-as Belgiumban, Dániában, Norvégiában, és Svájcban. Németországban, Hollandiában, és Lengyelországban benne volt a legjobb 30 között. Az Európai Hot 100 singles kislemezlistán az első húsz helyezett között volt.
A dalt a Roxette számos nagy horderejű eseményen előadta az Egyesült Királyságban, beleértve a BBC One televíziós csatornán futó "Top of the Pops" című műsort, valamint a londoni Hyde Park féle koncertet. A dal a brit kislemezlistán a 11. helyezett volt, így ez lett az országban a legjobban szereplő kislemez. Az Almost Unreal 1993-ban a 7. helyezett volt, azonban végül Top 40-es sláger lett belőle. A dal Ausztriában szintén a 11. helyen szerepelt, azonban a spanyol kislemezlistán sikerült a slágerlista élére kerülnie. Ez lett a duó első kislemeze a The Big L. óta. 1992-ben a dal a francia kislemezlistán ugyan 6 hetet töltött el, de végül csak a 80. helyre került.
A Have a Nice Day nem került kiadásra az Egyesült Államokban, addig a Don't Bore Us, Get to the Chorus! című legnagyobb slágereket tartalmazó albumot jelentette meg az Edel Records, mely új kiadásra tartalmazza a "Wish I Could Fly" című dalt, és az azt követő Stars című felvételt is. A dal felkerült a Billboard Adult Contemporary listára is, ahol a 27. helyen végzett, valamint az Adult Top 40-es listán is részt vett, ahol a 40. helyig jutott.

## Megjelenések
Minden dalt Per Gessle írt.
| - CD Single Ausztrália· Európai Unió EMI 8865422 · Japán EMI TOCP-40111 1. "Wish I Could Fly" – 4:40 2. "Happy Together" – 3:55 3. "Wish I Could Fly" (Demo, November 1997) – 4:13 - CD Single Ausztrália EMI 8867942) 1. "Wish I Could Fly" – 4:40 2. "Happy Together" – 3:55 3. "The Look" – 3:56 4. "It Must Have Been Love" – 4:19 5. "Joyride" (Single Version) – 4:02 - CD Single & MC Single Egyesült Királyság EMI TCEM-537 · CDEMS-537 1. "Wish I Could Fly" – 4:40 2. "Happy Together" – 3:55 3. "Wish I Could Fly" (Tee's In-House Remix) – 7:57 | - CD Single Egyesült Királyság EMI CDEM-537 1. "Wish I Could Fly" (Tee's Radio Mix) – 4:02 2. "Wish I Could Fly" (Radio Edit) – 3:59 3. "Wish I Could Fly" (StoneBridge R&B Remix) – 4:32 4. "Wish I Could Fly" (StoneBridge Club Remix) – 6:34 - CD Single Európai Unió EMI 8867532 1. "Wish I Could Fly" (Tee's Radio Mix) – 4:02 2. "Wish I Could Fly" (Tee's In-House Remix) – 7:57 3. "Wish I Could Fly" (StoneBridge R&B Remix) – 4:32 4. "Wish I Could Fly" (StoneBridge Club Remix) – 6:34 - 12" (8867536) 1. "Wish I Could Fly" (Tee's In-House Remix) – 7:57 2. "Wish I Could Fly" (StoneBridge Club Remix) – 6:34 3. "Wish I Could Fly" (Stoney's Dub Trax) – 6:10 |

## Slágerlista
| Slágerlista (1999–2000)                | Legjobb helyezések |
| -------------------------------------- | ------------------ |
| Australia (ARIA)                       | 57                 |
| Ausztria (Ö3 Austria Top 40)           | 11                 |
| Belgium (Ultratop 50 Flanders)         | 18                 |
| Brazil (ABPD)                          | 72                 |
| Kanada Adult Contemporary Tracks (RPM) | 65                 |
| Denmark (IFPI)                         | 18                 |
| Europe (Eurochart Hot 100)             | 20                 |
| Finnország (Singlet Top 20)            | 9                  |
| Franciaország (Single Top 100)         | 80                 |
| Németország (Media Control Charts)     | 26                 |
| Greece (IFPI)                          | 5                  |
| Hungary (Mahasz)                       | 1                  |
| Iceland (Íslenski Listinn Topp 40)     | 9                  |
| Italy (Musica e dischi)                | 10                 |
| Japan (Oricon)                         | 37                 |
| Hollandia (Top 40)                     | 24                 |
| Hollandia (Single Top 100)             | 35                 |
| Norvégia (VG-lista)                    | 13                 |
| Polish Airplay (ZPAV)                  | 24                 |
| Scotland (The Official Charts Company) | 16                 |
| Spain (AFYVE)                          | 11                 |
| Spanish Airplay (AFYVE)                | 1                  |
| Svédország (Sverigetopplistan)         | 4                  |
| Svájc (Schweizer Hitparade)            | 12                 |
| Egyesült Királyság (UK Singles Chart)  | 11                 |
| US Adult Contemporary (Billboard)      | 27                 |
| US Adult Top 40 (Billboard)            | 40                 |

| Slágerlista (1999)         | Helyezés |
| -------------------------- | -------- |
| Sweden (Sverigetopplistan) | 86       |

## Minősítések
| Ország           | Minősítés | Eladások |
| ---------------- | --------- | -------- |
| Olaszország FIMI | arany     | 25.000   |
| Svédország (GLF) | arany     | 15.000   |